# Jacques Pirlot
Pour les articles homonymes, voir Pirlot.
Jacques Pirlot est un footballeur belge né le 7 juin 1896 à Ougrée et mort le 12 juin 1962 à Nice.
Défenseur au Standard de Liège, il a été l'un des joueurs emblématiques des années 1920 dans le club des Rouches, avec l'attaquant international Maurice Gillis. Il a joué 169 matches et marqué 3 buts en championnat avec le Standard.
Il a été international belge le 21 mai 1922 lors d'un match amical joué à Milan, Italie-Belgique (4-2). 

## Palmarès
- International belge A en 1922 (1 sélection)
- Vice-champion de Belgique en 1926 et 1928 avec le Standard de Liège